# Mae Nam Mun
Der Mae Nam Mun (Thai: แม่น้ำมูล, Aussprache: [mɛ̂ː náːm muːn]), oder nur Mun, ist ein Fluss in der Nordostregion von Thailand, dem so genannten Isan, und der größte Zufluss für den Mekong mit durchschnittlich 725 m³/s. Sein Einzugsgebiet erstreckt sich über etwa 69.700 km² und liegt in den Provinzen Nakhon Ratchasima, Buri Ram, Roi Et, Surin, Si Sa Ket und Ubon Ratchathani. Hier finden sich zahlreiche Tier- und Pflanzenarten: mehr als 50 Vogelarten, mehr als 100 Fischarten und 7 Pflanzenarten.
Er entspringt in den San-Kamphaeng-Höhen im Khao-Yai-Nationalpark nahe Nakhon Ratchasima und fließt dann östlich durch den südlichen Teil des Isan (Buri Ram), bis er nach 673 Kilometer bei Khong Chiam in der Provinz Ubon Ratchathani in den Mekong mündet. Nahe der Einmündung befindet sich auch der umstrittene Pak-Mun-Staudamm.
Der größte Nebenfluss des Mun ist der Mae Nam Chi, der sich im Landkreis Kanthararom in der Provinz Si Sa Ket mit dem Mun vereint.
Am Oberlauf der Mun entwickelte sich etwa im 7. Jahrhundert ein kleines Reich namens Canasapura. Während des Vietnamkrieges wurde der Mun von den im Flugplatz Ubon Ratchathani stationierten USAF Soldaten aufgrund der ähnlichen Aussprache als „Moon River“ bezeichnet.